# Mucho Mojo
Mucho Mojo (Mucho Mojo, 1994) è un romanzo noir di Joe R. Lansdale.
È il secondo romanzo che ha come protagonisti Hap Collins e Leonard Pine, ed è anche il più amato dall'autore stesso, come ha più volte dichiarato.
Da questo romanzo l'autore ha preso l'eponimo di mojo storyteller; il significato del termine africano mojo viene spiegato da uno dei personaggi del romanzo, Florida Grange, a Hap:
“Mucho mojo,” disse Florida.

“Cosa?”

“Molta magia cattiva”, tradusse lei. “La casa dei vostri vicini era mucho mojo. Ne parlava sempre mia nonna. Mojo è un termine africano per magia”.

“Credevo significasse sesso”, dissi.

“Perché ascolti la musica blues”, disse lei. “Sì, è il sesso, o gli organi sessuali. Ma in una accezione più larga. Cioè il sesso è una specie di magia. Mojo significa magia. Mia nonna sapeva un po’ di spagnolo, e quando le cose andavano male, diceva mucho mojo. Mucho in spagnolo sta per molto. Mojo in africano per magia. Però lei intendeva dire magia cattiva. Per lei mojo è sempre stato un termine negativo".»
(da Mucho Mojo di Joe R. Lansdale, cap. 31)

## Trama
Intento a lavorare in una piantagione di rose, Hap riceve la visita dell'amico Leonard che deve comunicare all'amico un'importante notizia: Chester Pine, lo zio di Leonard, è morto.
Dopo il funerale, i due amici si recano per conoscere il testamento presso lo studio legale della giovane e bella avvocatessa nera Florida Grange, che affascina fin dal primo momento Hap. Lo zio Chester ha lasciato al nipote in eredità la sua fatiscente casa di LaBorde in Texas, oltre a un bel gruzzolo e a parecchi buoni omaggio di ristoranti e pizzerie. 
I due amici si trasferiscono temporaneamente presso la casa ereditata situata nel poverissimo quartiere dei neri e fanno conoscenza con i vicini: un gruppo di spacciatori di crack senza scrupoli, che lavorano indisturbati giorno e notte, e la vecchia e invalida MeMaw Carter, donna gentilissima e cuoca sopraffina.
Nel corso delle ristrutturazioni in casa dello zio, viene ritrovato un piccolo scheletro umano chiuso in un baule sotto le assi del pavimento. Il corpo probabilmente apparteneva a un bambino e all'interno del baule si trovano anche numerose riviste pedopornografiche. Hap e Leonard informano la polizia sul macabro ritrovamento e cominciano a indagare in autonomia, anche per difendere la memoria dello zio di Leonard dal sospetto che fosse un assassino e un pedofilo.
Questa scoperta sembra riallacciarsi con ciò che racconta il tenente Hanson della polizia di LaBorde, dato che nel quartiere sono accaduti dei fatti misteriosi: ogni anno, intorno alla fine di agosto, è scomparso un bambino sui dieci anni, proveniente da una situazione familiare poco fortunata. La polizia non ha mai condotto delle indagini approfondite su questi casi.
Durante le indagini Hap e Leonard scoprono il cadavere di Illium Moon, un amico di Chester Pine, occultato in un furgoncino affondato in uno stagno, e attraverso Moon risalgono al reverendo Fitzgerald della Prima Chiesa Battista Primitiva. Hap e Leonard vanno a fargli visita, ma non ne ricavano molte informazioni, in parte perché Leonard lo irrita ostentando la sua omosessualità e il suo ateismo, in parte perché il pastore appare reticente. In seguito i due scoprono molti altri corpi di bambini sotto le assi di una casa abbandonata da decenni, appartenente un tempo all'eminente famiglia bianca degli Hampstead. I bambini potrebbero essere stati uccisi nel corso di sacrifici umani. A questo punto Hap vorrebbe informare la polizia del ritrovamento, ma siccome Leonard invece vuole temporeggiare, i due amici chiedono a Hanson di poter continuare a indagare da soli fino alla risoluzione dell'enigma.
Per fermare la compravendita di droga che avviene nella casa accanto a quella ereditata da Leonard, quest'ultimo affronta con Hap la banda di spacciatori e dà fuoco all'edificio. I due sono arrestati ma presto rilasciati. Dai racconti di Hiram, il figlio di MeMaw, ipotizzano che a eseguire i sacrifici umani sia stato il reverendo Fitzgerald, che avrebbe adescato dei bambini poveri con la scusa di portarli al luna park. La sera dei probabili misfatti Hap e Leonard si recano alla vecchia casa degli Hampstead, sorvegliata dai poliziotti Charlie e Gleason alle dipendenze di Hanson. Questi due sono neutralizzati dal pastore e dal suo seguace T.J., che però hanno la peggio contro Hap e Leonard, che salvano il bambino destinato a essere la vittima sacrificale. Fitzgerald nella fuga precipita in un pozzo e muore. Anche Hiram rivela di essere coinvolto negli omicidi e viene assicurato alla giustizia; sua madre, le cui condizioni di salute si erano aggravate, passa dal coma alla morte senza sapere della colpevolezza del figlio.

## Edizioni
- Joe R. Lansdale, Mucho Mojo, traduzione di Vittorio Curtoni, Collana Gli Squali, Bompiani, 1996,  p. 270, ISBN 88-452-2790-1.
- Joe R. Lansdale, Mucho Mojo, traduzione di Vittorio Curtoni, Collana Stile Libero Noir, Einaudi, 2007,  p. 281, ISBN 978-88-06-17146-9.
- Joe R. Lansdale, Hap & Leonard. Una stagione selvaggia; Mucho Mojo; Il mambo degli orsi, traduzione di Costanza Prinetti, Vittorio Curtoni, Stefano Massaron, Collana Super ET, Einaudi, 2014,  p. 746, ISBN 978-88-06-22055-6.
- Joe R. Lansdale, Mucho Mojo, traduzione di Vittorio Curtoni, Collana Super ET, Einaudi, 2019,  pp. IX-272, ISBN 978-88-06-24041-7.